# LÉ Gobnait
Il LÉ Gobnait (pennant number P72) è un pattugliatore costiero della classe Lake del Servizio Navale Irlandese.

## Storia
Costruito per la Regia Marina della Nuova Zelanda come HMNZS Pukaki (pennant number P3568), il pattugliatore venne varato nel porto di Whangārei il 6 maggio 2008. Il bastimento veniva utilizzato principalmente per pattugliare le frontiere, proteggere la pesca, sorveglianza marittima, imbarco e abbordaggio, e compiti di ricerca e soccorso.
Il pattugliatore costiero fu la terza nave con questo nome a prestare servizio nella Royal New Zealand Navy e prendeva il nome dal lago Pukaki.
L'HMNZS Pukaki venne dismesso presso la base navale di Devonport il 17 ottobre 2019. Le modifiche normative nel 2012 comportarono l'imposizione di restrizioni operative sulla velocità e sulla resistenza in mare. Successivamente la Regia Marina li valutò come non più adatti ai mari agitati tipicamente presenti al largo della Nuova Zelanda.

### Vendita al Seirbhís Chabhlaigh na hÉireann
Nel 2022, il Pukaki, insieme alla gemella Rotoiti, fu venduto all'Irlanda per essere utilizzato dal Servizio Navale. Entrambe le navi furono acquistate dal Dipartimento della difesa irlandese per 26 milioni di euro e trasportate dalla nave da trasporto pesante Happy Dynamic. Arrivati in Irlanda nel maggio 2023, vennero consegnati alla base navale irlandese di Haulbowline nel porto di Cork, dove vennero sottoposti a una ristrutturazione prima di essere utilizzati principalmente per proteggere la pesca al largo della costa orientale dell'Irlanda.